# Courtacon
Courtacon est une commune française située dans le département de Seine-et-Marne en région Île-de-France.

## Géographie

### Localisation
Courtacon est située dans la Brie, à 11 km au sud de La Ferté-Gaucher et à 16 km au nord de Provins.

### Communes limitrophes
| Leudon-en-Brie |             | Saint-Mars-Vieux-Maisons |
| Beton-Bazoches | Courtacon   | Cerneux                  |
|                | Champcenest | Les Marêts               |

### Géologie et relief
L'altitude de la commune varie de 132 mètres à 184 mètres pour le point le plus haut, le centre du bourg se situant à environ 131 mètres d'altitude (mairie). Elle est classée en zone de sismicité 1, correspondant à une sismicité très faible.

### Hydrographie

#### Réseau hydrographique

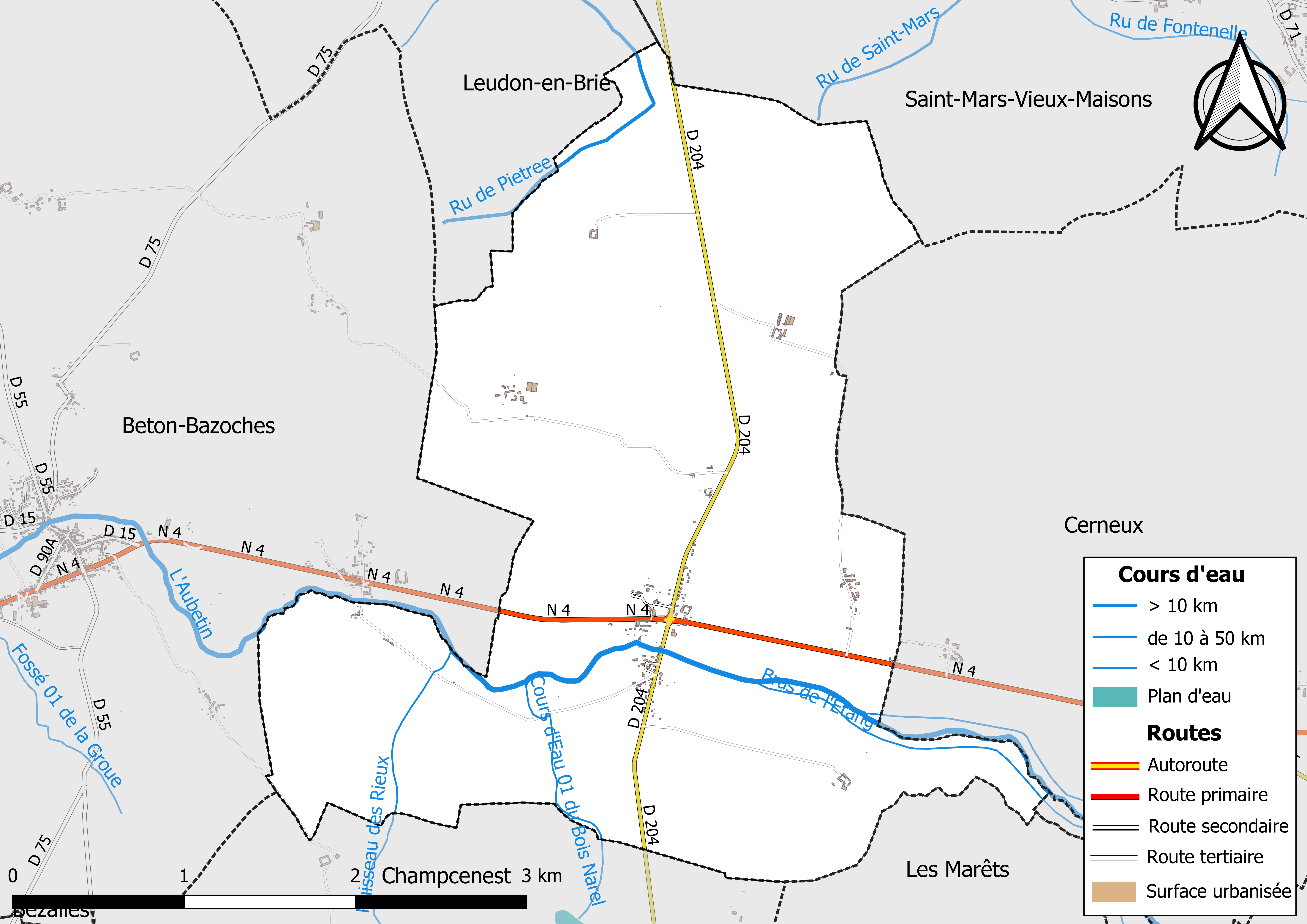
Carte des réseaux hydrographique et routier de Courtacon.

Le réseau hydrographique de la commune se compose de six cours d'eau référencés :
- le ru de Vannetin ou ru de Pietree, long de 18,63 km[3], en limite nord de la commune ;
- la rivière l’Aubetin, longue de 61,15 km[4], affluent du Grand Morin ;
  - le fossé 01 de la Commune de Cerneux, canal de 1,65 km[5], qui conflue avec l'Aubetin ;
  - le cours d'eau 01 du Bois Narel, 1,73 km[6], et ;
  - le bras de l'Etang, 3,24 km[7], et ;
  - le ruisseau des Rieux, 3,11 km[8], affluents de l’Aubetin.

La longueur totale des cours d'eau sur la commune est de 7,93 km.

#### Gestion des cours d'eau
Afin d’atteindre le bon état des eaux imposé par la Directive-cadre sur l'eau du 23 octobre 2000, plusieurs outils de gestion intégrée s’articulent à différentes échelles : le SDAGE, à l’échelle du bassin hydrographique, et le SAGE, à l’échelle locale. Ce dernier fixe les objectifs généraux d’utilisation, de mise en valeur et de protection quantitative et qualitative des ressources en eau superficielle et souterraine. Le département de Seine-et-Marne est couvert par six SAGE, au sein du bassin Seine-Normandie.
La commune fait partie du SAGE « Petit et Grand Morin », approuvé le 21 octobre 2016. Le territoire de ce SAGE comprend les bassins du Petit Morin (630 km2) et du Grand Morin (1 185 km2). Le pilotage et l’animation du SAGE sont assurés par le syndicat Mixte d'Aménagement et de Gestion des Eaux (SMAGE) des 2 Morin, qualifié de « structure porteuse ».

### Climat
Pour des articles plus généraux, voir Climat de l'Île-de-France et Climat de Seine-et-Marne.
En 2010, le climat de la commune est de type climat océanique dégradé des plaines du Centre et du Nord, selon une étude du CNRS s'appuyant sur une série de données couvrant la période 1971-2000. En 2020, Météo-France publie une typologie des climats de la France métropolitaine dans laquelle la commune est exposée à un climat océanique altéré et est dans la région climatique Nord-est du bassin Parisien, caractérisée par un ensoleillement médiocre, une pluviométrie moyenne régulièrement répartie au cours de l’année et un hiver froid (3 °C).
Pour la période 1971-2000, la température annuelle moyenne est de 10,5 °C, avec une amplitude thermique annuelle de 15,3 °C. Le cumul annuel moyen de précipitations est de 753 mm, avec 11,6 jours de précipitations en janvier et 8,1 jours en juillet. Pour la période 1991-2020, la température moyenne annuelle observée sur la station météorologique la plus proche, située sur la commune de Bezalles à 4 km à vol d'oiseau, est de 11,4 °C et le cumul annuel moyen de précipitations est de 752,7 mm,. Pour l'avenir, les paramètres climatiques de la commune estimés pour 2050 selon différents scénarios d'émission de gaz à effet de serre sont consultables sur un site dédié publié par Météo-France en novembre 2022.
| Mois                                  | jan.             | fév.           | mars            | avril         | mai           | juin          | jui.           | août           | sep.          | oct.            | nov.            | déc.             | année      |
| ------------------------------------- | ---------------- | -------------- | --------------- | ------------- | ------------- | ------------- | -------------- | -------------- | ------------- | --------------- | --------------- | ---------------- | ---------- |
| Température minimale moyenne (°C)     | 1,3              | 1,3            | 3,4             | 5,3           | 8,8           | 11,8          | 13,7           | 13,6           | 10,5          | 8,1             | 4,4             | 2                | 7          |
| Température moyenne (°C)              | 3,8              | 4,4            | 7,6             | 10,5          | 14,1          | 17,3          | 19,7           | 19,6           | 15,9          | 12              | 7,2             | 4,4              | 11,4       |
| Température maximale moyenne (°C)     | 6,2              | 7,6            | 11,8            | 15,7          | 19,4          | 22,8          | 25,7           | 25,7           | 21,2          | 15,9            | 10              | 6,8              | 15,7       |
| Record de froid (°C) date du record   | −20,7 17.01.1985 | −13,6 04.02.12 | −9,9 01.03.05   | −3,7 14.04.19 | −1,3 06.05.19 | 1,5 01.06.06  | 4,8 04.07.1984 | 3,7 29.08.1993 | 1,3 25.09.02  | −3,5 29.10.1985 | −8,6 24.11.1998 | −13,3 31.12.1985 | −20,7 1985 |
| Record de chaleur (°C) date du record | 15,1 05.01.1999  | 19,9 27.02.19  | 24,2 29.03.1989 | 29,6 20.04.18 | 32 28.05.17   | 37,4 27.06.11 | 41,6 25.07.19  | 40 12.08.03    | 34,1 15.09.20 | 28,7 02.10.11   | 21,3 07.11.15   | 16,7 07.12.00    | 41,6 2019  |
| Précipitations (mm)                   | 65,5             | 58,6           | 56,9            | 53,3          | 68,6          | 55,9          | 56             | 56,9           | 56,7          | 72,5            | 68,3            | 83,5             | 752,7      |

### Milieux naturels et biodiversité

#### Réseau Natura 2000

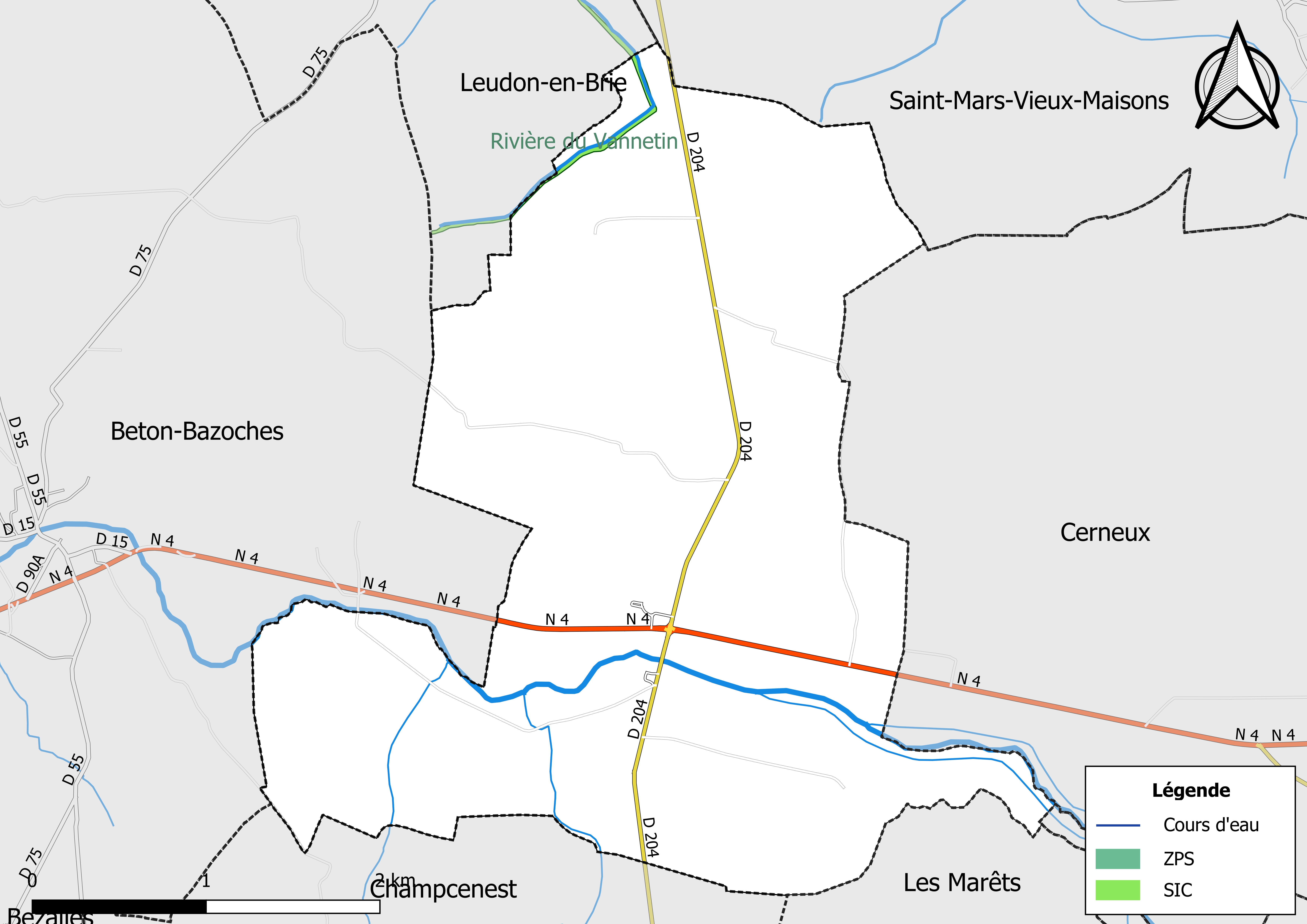
Sites Natura 2000 sur le territoire communal.

Le réseau Natura 2000 est un réseau écologique européen de sites naturels d’intérêt écologique élaboré à partir des Directives « Habitats » et « Oiseaux ». Ce réseau est constitué de Zones spéciales de conservation (ZSC) et de Zones de protection spéciale (ZPS). Dans les zones de ce réseau, les États Membres s'engagent à maintenir dans un état de conservation favorable les types d'habitats et d'espèces concernés, par le biais de mesures réglementaires, administratives ou contractuelles.
Un site Natura 2000 a été défini sur la commune au titre de la « directive Habitats » : 
la « Rivière du Vannetin », d'une superficie de 63,3 ha, une rivière de première catégorie piscicole située dans un contexte agricole encore varié et extensif mais qui a conservé des écosystèmes naturels particulièrement riches pour la région Île-de-France. Ce cours d’eau accueille des populations de Lamproie de Planer et de Chabot. La Loche de rivière a aussi été observée sur le site,.

## Urbanisme

### Typologie
Au 1er janvier 2024, Courtacon est catégorisée commune rurale à habitat dispersé, selon la nouvelle grille communale de densité à sept niveaux définie par l'Insee en 2022.
Elle est située hors unité urbaine. Par ailleurs la commune fait partie de l'aire d'attraction de Paris, dont elle est une commune de la couronne,. Cette aire regroupe 1 929 communes,.

### Lieux-dits et écarts
La commune compte 55 lieux-dits administratifs répertoriés consultables ici (source : le fichier Fantoir) dont Courbouzon.

### Occupation des sols
L'occupation des sols de la commune, telle qu'elle ressort de la base de données européenne d’occupation biophysique des sols Corine Land Cover (CLC), est marquée par l'importance des territoires agricoles (96,2 % en 2018), une proportion identique à celle de 1990 (96,2 %). La répartition détaillée en 2018 est la suivante : 
terres arables (89,2% ), zones agricoles hétérogènes (7% ), forêts (2,9% ), zones humides intérieures (0,9 %).
Parallèlement, L'Institut Paris Région, agence d'urbanisme de la région Île-de-France, a mis en place un inventaire numérique de l'occupation du sol de l'Île-de-France, dénommé le MOS (Mode d'occupation du sol), actualisé régulièrement depuis sa première édition en 1982. Réalisé à partir de photos aériennes, le Mos distingue les espaces naturels, agricoles et forestiers mais aussi les espaces urbains (habitat, infrastructures, équipements, activités économiques, etc.) selon une classification pouvant aller jusqu'à 81 postes, différente de celle de Corine Land Cover,,. L'Institut met également à disposition des outils permettant de visualiser par photo aérienne l'évolution de l'occupation des sols de la commune entre 1949 et 2018.

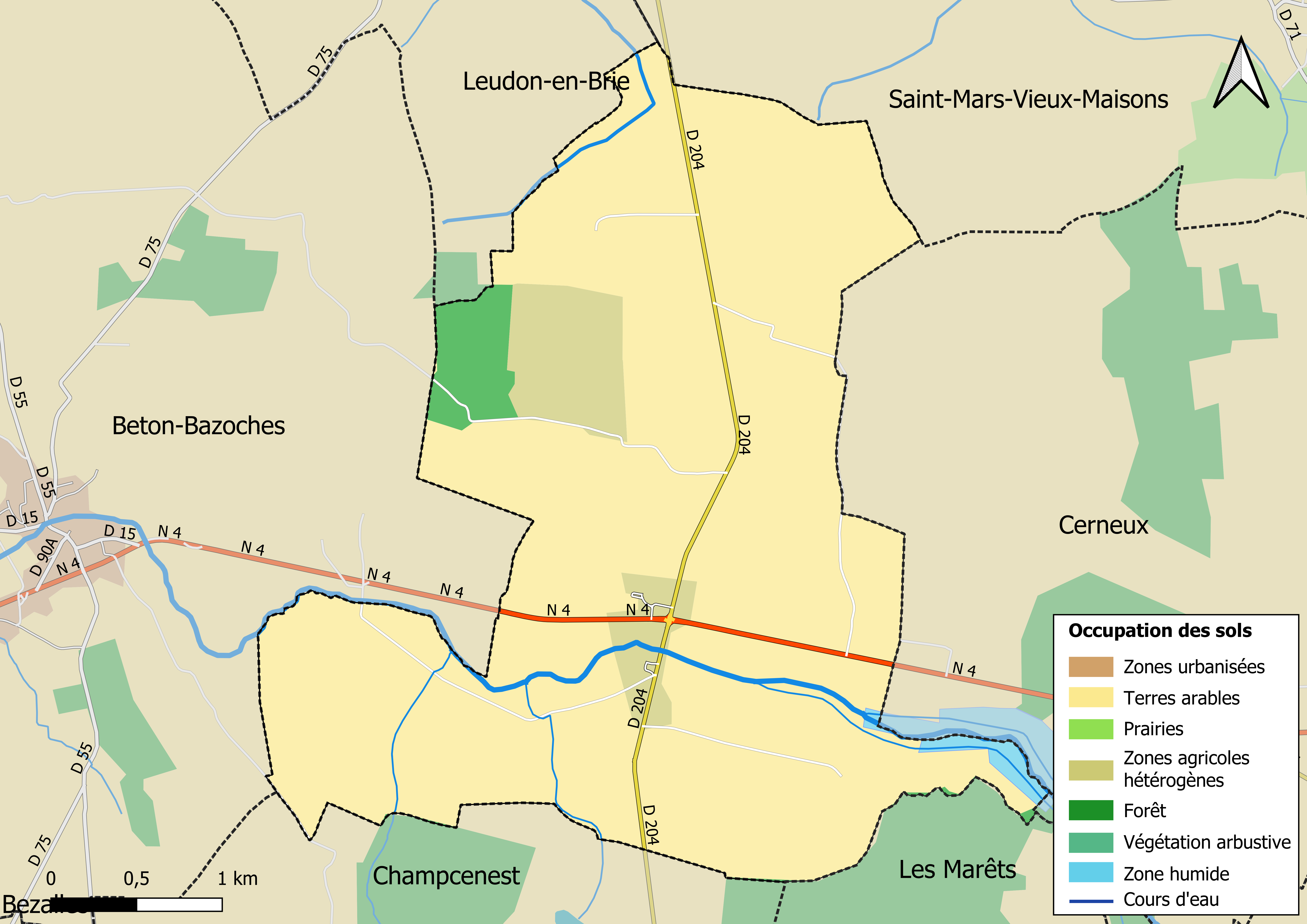
Carte des infrastructures et de l'occupation des sols en 2018 (CLC) de la commune.
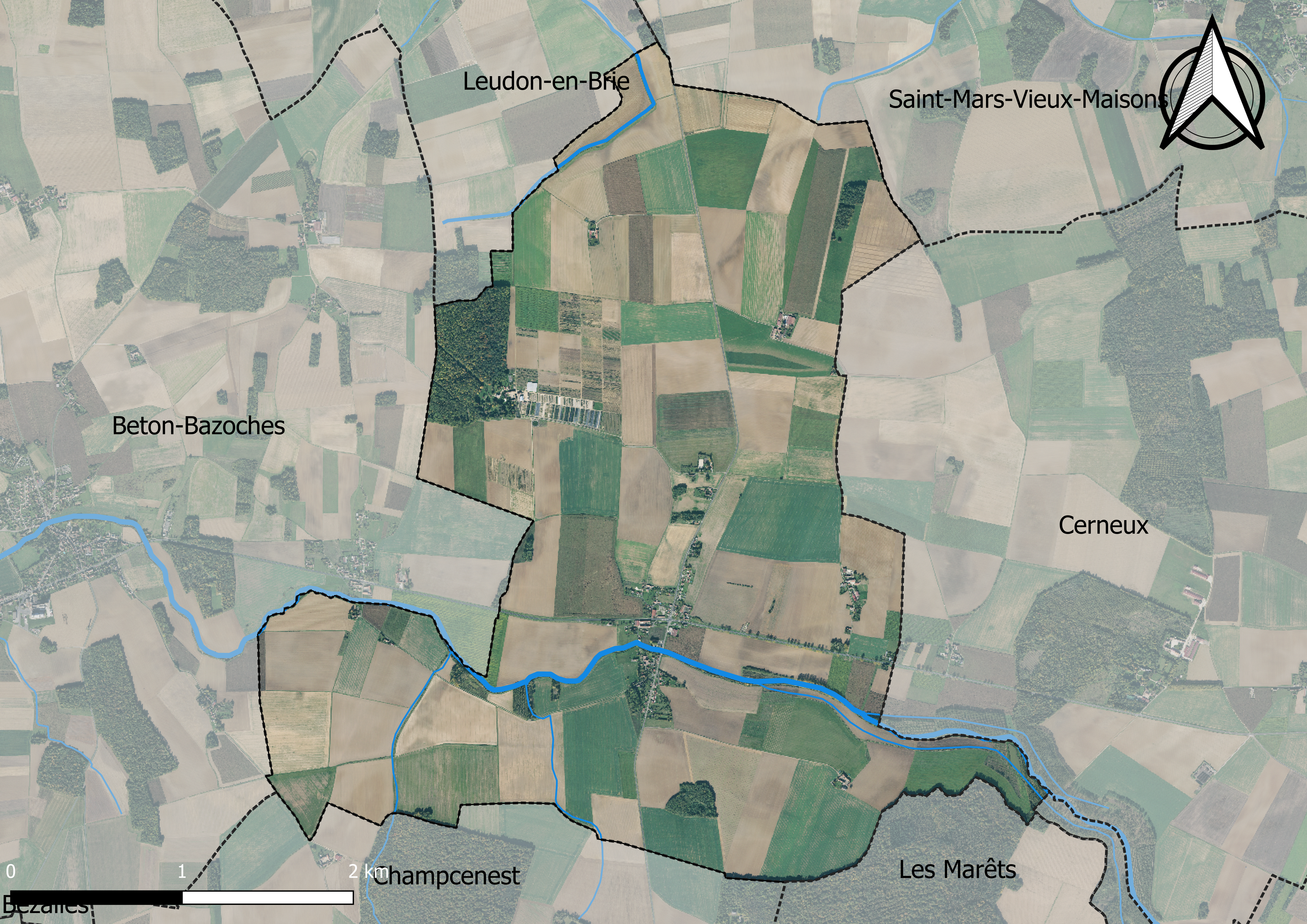
Carte orhophotogrammétrique de la commune.

### Planification
La loi SRU du 13 décembre 2000 a incité les communes à se regrouper au sein d’un établissement public, pour déterminer les partis d’aménagement de l’espace au sein d’un SCoT, un document d’orientation stratégique des politiques publiques à une grande échelle et à un horizon de 20 ans et s'imposant aux documents d'urbanisme locaux, les PLU (Plan local d'urbanisme). La commune est dans le territoire du SCOT Grand Provinois, dont le projet a été arrêté le 29 janvier 2020, porté par le syndicat mixte d’études et de programmation (SMEP) du Grand Provinois, qui regroupe les Communautés de Communes du Provinois et de Bassée-Montois, soit 82 communes.
La commune disposait en 2019 d'un plan local d'urbanisme en révision. Le zonage réglementaire et le règlement associé peuvent être consultés sur le Géoportail de l'urbanisme.

### Logement
En 2017, le nombre total de logements dans la commune était de 110 dont 95,4 % de maisons (maisons de ville, corps de ferme, pavillons, etc.) et 1,9 % d'appartements.
Parmi ces logements, 83,3 % étaient des résidences principales, 6,7 % des résidences secondaires et 10 % des logements vacants.
La part des ménages fiscaux propriétaires de leur résidence principale s'élevait à 91 % contre 7,9 % de locataires et 1,1 % logés gratuitement.

### Voies de communication et transports
- Le village est traversé par la route nationale 4, route qui relie Paris et Strasbourg via Nancy et Vitry-le-François.
- Réseau de bus Provinois - Brie et Seine ligne 3214 (Tournan-en-Brie-Villiers-Saint-Georges) et 3262.

## Toponymie
- Courtaconium - Cortotacon - Cort-tacon - Courtacon-en-Brie[34].

## Histoire

### Description faite auXIXesiècle
« Courtacon est située au nord des Marêts, sur la route de Pont-sur-Yonne à la Ferté-sous-Jouarre, et près de celle de Paris à Sézanne, dans la vallée, sur la rive droite de l'Aubetin ; à l'est est la maison dite de l'abbé de Flaix, qui se distingue des autres habitations du village ; on trouve dans la même vallée le hameau du Mez. D'autres dépendances se rencontrent dans la plaine qui se développe au nord et que traversent les deux routes : ce sont les hameaux des Héaux, de Courtin, marqués sur plusieurs cartes Courtiat  les fermes de la Mardelle, de Champ-Fétu ; le domaine de l'Orme ou Monferrat, érigé en fief il y a environ cinquante ans, mais que le niveau de la révolution fit rentrer peu de temps après dans la catégorie des habitations particulières. Il se compose d'une agréable maison avec un parc fort bien dessiné ; enfin le hameau de Courbouzon, sur une éminence qui domine la vallée de l'Aubetin et à l'occident du bois des Marêts ; et celui de Ligne, plus bas, plus à l'ouest, sur la gauche de celle petite rivière.
La population de Courtacon est de 250 habitants. Son territoire se compose de terres de labour et de très-belles prairies. Il est, à deux lieues et demie nord-ouest de Villiers-Saint-Georges, à quatre lieues nord de Provins, et à treize lieues nord-est de Melun ».

### Époque contemporaine
- Durant la Première Guerre mondiale, Courtacon fut occupée, le 6 septembre 1914, par les troupes allemandes qui y mirent feu. Ils arrêtèrent ensuite six otages, dont le maire, et après avoir fait le simulacre de les fusiller, ils les renvoyèrent à l'exception d'un conscrit de la classe 1914 qui fut fusillé[36],[37].

## Politique et administration

### Liste des maires
| Période                                  | Période  | Identité       | Étiquette | Qualité |
| ---------------------------------------- | -------- | -------------- | --------- | ------- |
| Les données manquantes sont à compléter. |          |                |           |         |
| avant 1988                               | ?        | Claude Bontour |           |         |
| juin 1995                                | 2014     | Daniel Fadin   |           |         |
| 2014                                     | En cours | Didier Agnus   |           |         |

## Équipements et services

### Eau et assainissement
L’organisation de la distribution de l’eau potable, de la collecte et du traitement des eaux usées et pluviales relève des communes. La loi NOTRe de 2015 a accru le rôle des EPCI à fiscalité propre en leur transférant cette compétence. Ce transfert devait en principe être effectif au 1er janvier 2020, mais la loi Ferrand-Fesneau du 3 août 2018 a introduit la possibilité d’un report de ce transfert au 1er janvier 2026,.

#### Assainissement des eaux usées
En 2020, la commune de Courtacon ne dispose pas d'assainissement collectif,.
L’assainissement non collectif (ANC) désigne les installations individuelles de traitement des eaux domestiques qui ne sont pas desservies par un réseau public de collecte des eaux usées et qui doivent en conséquence traiter elles-mêmes leurs eaux usées avant de les rejeter dans le milieu naturel. La communauté de communes du Provinois assure pour le compte de la commune le service public d'assainissement non collectif (SPANC), qui a pour mission de vérifier la bonne exécution des travaux de réalisation et de réhabilitation, ainsi que le bon fonctionnement et l’entretien des installations,.

#### Eau potable
En 2020, l'alimentation en eau potable est assurée par le syndicat de l'Eau de l'Est seine-et-marnais (S2E77) qui gère le service en régie,,.

## Population et société

### Démographie
L'évolution du nombre d'habitants est connue à travers les recensements de la population effectués dans la commune depuis 1793. Pour les communes de moins de 10 000 habitants, une enquête de recensement portant sur toute la population est réalisée tous les cinq ans, les populations de référence des années intermédiaires étant quant à elles estimées par interpolation ou extrapolation. Pour la commune, le premier recensement exhaustif entrant dans le cadre du nouveau dispositif a été réalisé en 2008.

En 2022, la commune comptait 244 habitants, en évolution de −2,4 % par rapport à 2016 (Seine-et-Marne : +3,92 %, France hors Mayotte : +2,11 %).
| 1793 | 1800 | 1806 | 1821 | 1831 | 1836 | 1841 | 1846 | 1851 |
| ---- | ---- | ---- | ---- | ---- | ---- | ---- | ---- | ---- |
| 223  | 104  | 213  | 235  | 209  | 234  | 250  | 268  | 289  |

| 1856 | 1861 | 1866 | 1872 | 1876 | 1881 | 1886 | 1891 | 1896 |
| ---- | ---- | ---- | ---- | ---- | ---- | ---- | ---- | ---- |
| 307  | 332  | 339  | 336  | 348  | 320  | 297  | 306  | 284  |

| 1901 | 1906 | 1911 | 1921 | 1926 | 1931 | 1936 | 1946 | 1954 |
| ---- | ---- | ---- | ---- | ---- | ---- | ---- | ---- | ---- |
| 271  | 268  | 291  | 272  | 283  | 271  | 220  | 241  | 242  |

| 1962 | 1968 | 1975 | 1982 | 1990 | 1999 | 2006 | 2008 | 2013 |
| ---- | ---- | ---- | ---- | ---- | ---- | ---- | ---- | ---- |
| 205  | 177  | 144  | 146  | 155  | 179  | 188  | 191  | 248  |

| 2018 | 2022 | - | - | - | - | - | - | - |
| ---- | ---- | - | - | - | - | - | - | - |
| 235  | 244  | - | - | - | - | - | - | - |

## Économie

### Revenus de la population et fiscalité
En 2018, le nombre de ménages fiscaux de la commune était de 88, représentant 252 personnes et la  médiane du revenu disponible par unité de consommation  de 19 930 euros.

### Emploi
En 2018, le nombre total d’emplois dans la zone était de 39, occupant 98 actifs  résidants (dont 16,3 % dans la commune de résidence et 83,7 % dans une commune autre que la commune de résidence).
Le taux d'activité de la population (actifs ayant un emploi) âgée de 15 à 64 ans s'élevait à 70,9 % contre un taux de chômage de 9 %. 
Les 20,1 % d’inactifs se répartissent de la façon suivante : 8,2 % d’étudiants et stagiaires non rémunérés, 5,2 % de retraités ou préretraités et 6,7 % pour les autres inactifs.

### Secteurs d'activité
En 2018, la commune était classée en zone de revitalisation rurale (ZRR), un dispositif visant à aider le développement des territoires ruraux principalement à travers des mesures fiscales et sociales. Des mesures spécifiques en faveur du développement économique s'y appliquent également. Le classement des communes en ZRR était valable jusqu’au 31 décembre 2020,.

#### Entreprises et commerces
Au 31 décembre 2019, le nombre d’unités légales et d’établissements (activités marchandes hors agriculture) par secteur d'activité était de 15 dont 2 dans l’industrie manufacturière, industries extractives et autres, 7 dans le commerce de gros et de détail, transports, hébergement et restauration, 1 dans les activités immobilières et 5 dans les activités spécialisées, scientifiques et techniques et activités de services administratifs et de soutien, 
.
En 2020, une entreprise individuelle a été créée sur le territoire de la commune.
Au 1er janvier 2021, la commune ne disposait pas d’hôtel et de terrain de camping.

#### Agriculture
Courtacon est dans la petite région agricole dénommée la « Brie est », une partie de la Brie. En 2010, l'orientation technico-économique de l'agriculture sur la commune est la polyculture et le polyélevage.
Si la productivité agricole de la Seine-et-Marne se situe dans le peloton de tête des départements français, le département enregistre un double phénomène de disparition des terres cultivables (près de 2 000 ha par an dans les années 1980, moins dans les années 2000) et de réduction d'environ 30 % du nombre d'agriculteurs dans les années 2010. Cette tendance se retrouve au niveau de la commune où le nombre d’exploitations est passé de 9 en 1988 à 8 en 2010. Parallèlement, la taille de ces exploitations augmente, passant de 112 ha en 1988 à 136 ha en 2010.
Le tableau ci-dessous présente les principales caractéristiques des exploitations agricoles de Courtacon, observées sur une période de 22 ans : 
|                                      | 1988  | 2000 | 2010  |
| ------------------------------------ | ----- | ---- | ----- |
| Dimension économique,                |       |      |       |
| Nombre d’exploitations (u)           | 9     | 8    | 8     |
| Travail (UTA)                        | 26    | 25   | 24    |
| Surface agricole utilisée (ha)       | 1 005 | 875  | 1 086 |
| Cultures                             |       |      |       |
| Terres labourables (ha)              | 981   | 834  | 1 035 |
| Céréales (ha)                        | 604   | 516  | 636   |
| dont blé tendre (ha)                 | 434   | 380  | 503   |
| dont maïs-grain et maïs-semence (ha) | 101   | 47   | 57    |
| Tournesol (ha)                       | 84    |      |       |
| Colza et navette (ha)                | 105   | 90   | 136   |
| Élevage                              |       |      |       |
| Cheptel (UGBTA)                      | 147   | 151  | 149   |

## Culture locale et patrimoine

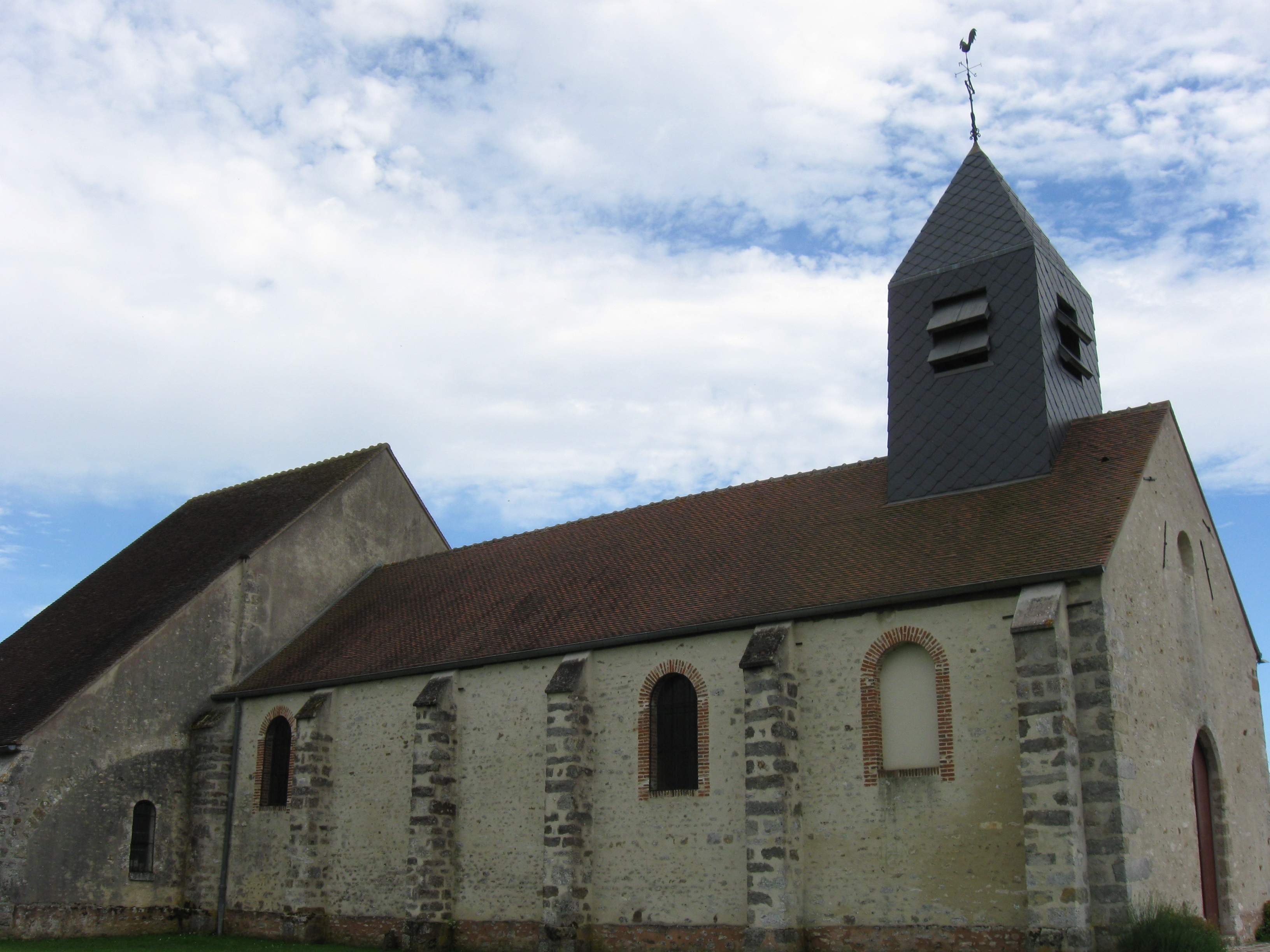
L'église Saint-Martin.

### Lieux et monuments
- L'église Saint-Martin, XIIe et XIIIe siècles.

### Patrimoine naturel
- Le « site Natura 2000 de la rivière du Vannetin »[59]

### Héraldique
| Blason de Courtacon | Blason  | Parti : au 1er d'or à un manteau de gueules et à une épée basse d'argent brochant, au 2d d'azur à deux fasces ondées d'argent et à une fleur de lys d'or brochant ; le tout sommé d'un chef de sinople chargé de trois épis de blé tigés et feuillés d'or. |
| Blason de Courtacon | Détails | Le statut officiel du blason reste à déterminer. |